# Dorotea Bussani
Dorotea Bussani né Sardi (1763-†1809) fue una cantante de ópera austriaca, de voz soprano.
Ella era la hija de Charles de Sardi, un profesor de la Academia Militar de Viena. Ella se casó el 20 de marzo de 1786 con Francesco Bussani.
Ella era el papel creativo en varias obras, incluidas dos de Mozart:
- Cherubino en Las bodas de Fígaro.
- Despina en Così fan tutte.
- Fidalma en El matrimonio secreto de Cimarosa.